# PAYDAY
『PAYDAY』（ペイデイ）は、THE HELLO WORKSの1stアルバム。2007年12月5日にtearbridge recordsから発売された。

## 内容
スチャダラパー、SLY MONGOOSE、ロボ宙（脱線3）から構成されるTHE HELLO WORKSの1stアルバム。DVD付初回限定盤と通常盤の2形態で発売。 

## 収録曲

### CD
全作詞・作曲：THE HELLO WORKS（8以外）
1. J・O・B
2. SAIMIN'
3. HIGH & FAST
4. SHINE!
5. プロジェクト"HELLO"
田口トモロヲがナレーションで参加。
6. 6 DIMENSIONS
7. Discoteca Pacifica
8. 今夜はブギーバック(Re-play)feat.ハナレグミ
作詞：小沢健二/光嶋誠/松本真介/松本洋介 作曲：小沢健二
ゲスト・ボーカル、ハナレグミを迎えてのカバー。
歌詞が若干変更されている。
9. ワークフロウ
10. EVERY SINGLE DAY

### DVD
1. HIGH & FAST (VIDEO CLIP)
2. EVERY SINGLE (LIVE AT SunSetLive2007)
3. Discoteca Pacifica (LIVE AT SunSetLive2007)